# Boîte à idées

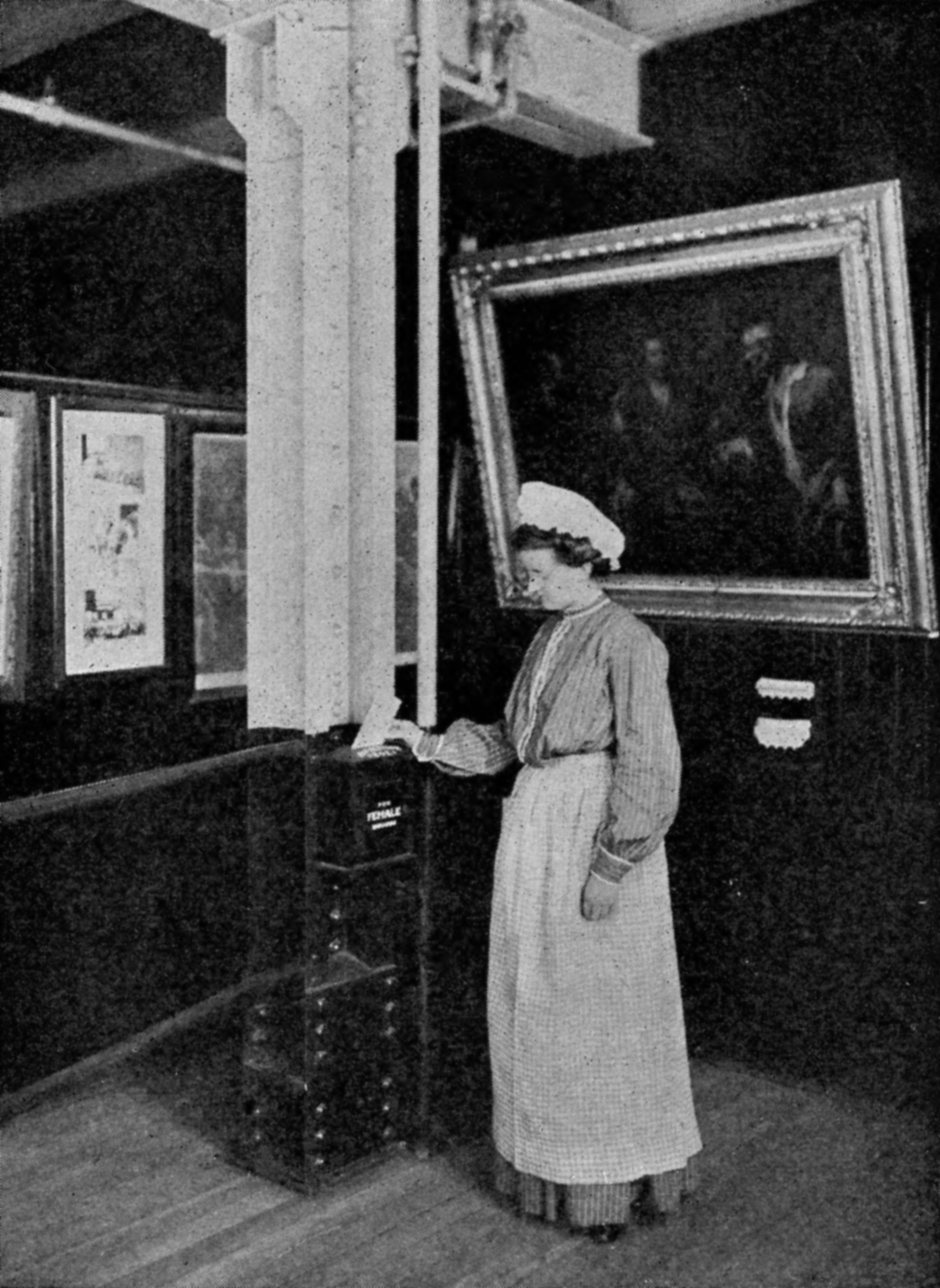
Une boîte à idées dans une usine Heinz en 1909.

La boîte à idées est un système organisé par lequel un salarié d'une entreprise peut, à tout moment, formuler par écrit une idée susceptible d'intéresser sa hiérarchie. Si son idée est retenue et que son application s'avère particulièrement intéressante, il aura droit à une contrepartie selon des règles définies.

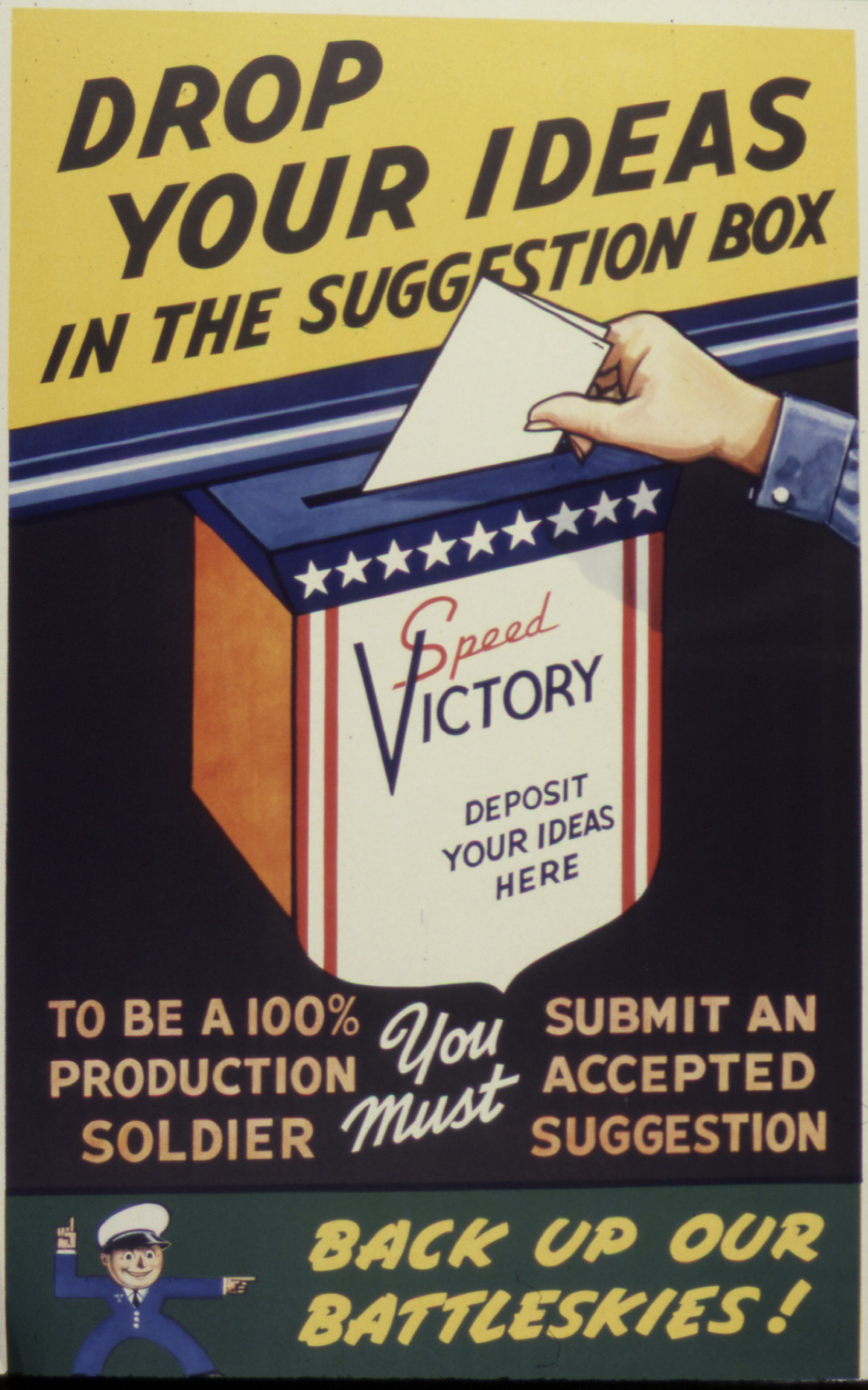
Drop Your Ideas in the Suggestion Box (déposez vos idées dans la boîte à idées). Affiche américaine de la Seconde Guerre mondiale (1942 ou 1943).

Généralement, elle se présente sous la forme d'une boîte munie d'une fente, dans laquelle l'employé(e) peut, à tout moment, glisser un papier sur lequel il aura préalablement écrit son idée.
Les boîtes à idées sont associées à l'innovation participative.

## Versions modernes
Les boîtes à idées classiques peuvent parfois être frustrantes car il semble complexe de fédérer un collectif autour des solutions proposées. Une nouvelle approche consisterait à identifier le problème, partagé par l'ensemble d'une communauté - entreprise, association, etc. - pour ensuite, bâtir une solution ensemble. Partir du problème et non de l'idée, permettrait de créer de l'adhésion au sein d'un groupe, de mobiliser une équipe pour trouver la meilleure idée et de relancer le processus d'innovation participative.